# Ilgachuz Range
Ilgachuz Range är en bergskedja i Kanada.   Den ligger i provinsen British Columbia, i den sydvästra delen av landet, 3 600 km väster om huvudstaden Ottawa.
Ilgachuz Range sträcker sig 24,7 km i öst-västlig riktning. Den högsta toppen är Far Mountain, 2 410 meter över havet.
Topografiskt ingår följande toppar i Ilgachuz Range:
- Calliope Mountain
- Campanula Peak
- Carnlick Mountain
- Cindercone Peak
- Crepis Peak
- Crumble Mountain
- Dodds Domes
- Far Mountain
- Go-around Mountain
- Hierochloë Peak
- Hump Mountain
- Mizzen Mountain
- Monocephala Peak
- Mount Scot
- Nana Peak
- Phacelia Peak
- Pipe Organ Mountain
- Saxifraga Mountain
- Stonecrop Ridge

I omgivningarna runt Ilgachuz Range växer i huvudsak barrskog. Trakten runt Ilgachuz Range är nära nog obefolkad, med mindre än två invånare per kvadratkilometer.